# آلفیو واندی
آلفیو واندی (ایتالیایی: Alfio Vandi؛ زادهٔ ۷ دسامبر ۱۹۵۵) دوچرخه‌سوار اهل ایتالیا است. وی در مسابقات جیرو دیتالیا شرکت کرده است.